# Othene
Othene (Zeeuws: Noten) is een wijk en voormalige buurtschap in de gemeente Terneuzen, in de Nederlandse provincie Zeeland. Othene maakt deel uit van de bebouwde kom van de stad Terneuzen. De oude buurtschap wordt hedendaags aangeduid als Noten om verwarring te voorkomen met de wijk Othene.
Naar de buurtschap is de Otheensche Kreek vernoemd, die zich uitstrekt van de zeedijk langs de Westerschelde tot bij het dorpje Spui en die Othene van de rest van Terneuzen scheidt.
Sinds de ontwikkeling van de wijk Othenepolder (de 'sprong over de kreek'), is Othene omsloten door nieuwbouw. Later zijn aan de andere kant van Othene de wijken Rietlanden en Zaamkreek gebouwd. Zaamkreek is vernoemd naar de voormalige kreek die ten oosten van Noten te vinden was. 
Noten is volledig omsloten door de wijken Othenepolder en de Rietlanden, en bestaat uit circa 85 woningen, waarvan een aanzienlijk deel als vakantiehuis in gebruik was. Er kwam een einde hieraan door de uitbreiding van Terneuzen en een hogere toeristenbelasting. Men kreeg hierdoor het gevoel om in de stad te wonen in plaats van een rustig dorp, waardoor het landelijke karakter verloren was.
De wijk Othene-Zuid is nu in bouw, en in de Zaamslagpolder wordt de Laan van Othene verbonden met de N290/Terneuzensestraat.

## Geschiedenis
Othene is ouder dan Terneuzen zelf, Ter Nose wordt pas in 1325 vermeld terwijl Noten al in 1160 wordt vernoemd, het lag aan de Notense Geul. Het behoorde met Aendijcke tot de Ambachtsheerlijkheid Zaamslag, en bevond zich met die dorpen ook in de 13e eeuw op het 'Zaamslags Eiland'. In het middeleeuwse dorp stond een kapel, die van vrij forse afmetingen was. Het dorp ging al vroeg over naar de hervormde leer in de 16e eeuw.
Het dorp is echter door de militaire inundatie van de Zaamslagpolders in 1586 geheel ten onder gegaan, en vanaf ongeveer 1650 hersteld tot het oude 'Noten'. Dit nieuwere Othene bezat een kerkje, dat afgebroken is.
Noten zat vroeger direct aan de kust van de Westerschelde. Na de afdamming van de Otheensche Kreek in 1650 ontstond er een groot schorgebied bij de voormalige monding van de kreek, tussen de Serlippenspolder en de Margarethapolder. Einde 1846 werd er een vergunning verleend voor de inpoldering hiervan, wat samenviel met de aanleg van een uitwateringskanaal die via de Serlippenspolder verbonden werd met de Vesting Terneuzen. In 1848 was de 54 hectare grote polder voltooid.

## Geboren in Othene
- Petrus van Houte (leefde eind 14e eeuw), oppergezaghebber van Zeezaken onder Filips de Stoute.

Steden: Axel · Biervliet · Philippine · Sas van Gent · Terneuzen

Dorpen: Hoek · Koewacht · Overslag · Sluiskil · Spui · Westdorpe · Zaamslag · Zandstraat · Zuiddorpe

Buurtschappen: Den Abeele · Altena · Axelschestraat · Batterij · Berdelingebuurte (deels) · Boerengat · Bontekoe · Boschdorp · Boschdorp · Bouchauterhaven · Cootjesdorp · De Sluis · Driedijk · Driekwart · Drieschouwen · Driewegen · Eendragt · Het Fort · Fort Ferdinandus · Griete · Hasjesstraat · Haven (deels) · Hazelarenhoek · Het Zand · Hoek van de Dijk · Holleken (deels) · Hoogedijk · Isabellahaven · Kampersche Hoek · Kijkuit · Klein Gent · Knol · De Kraag · Kruispad · Kwakkel · Magrette · Mauritsfort · Molenhoek · De Muis · Nieuwemolen · Nieuwlandse Molen · Othene · Oude Molen · Oude Polder · Paradijs · Passluis · Poonhaven · Posthoorn (deels) · De Put · De Ratte · Reedijk · Reuzenhoek · Rijgerij · Roodesluis · Schaapdijk · Schapenbout · Sint Andries · Steenovens · De Sterre · Stoppeldijkveer (deels) · Stroodorpe · Vaartwijk · Vaatje · Val · Varempé · Waterhuis · Watervliet · Wouterij · Wulpenbek · Zaamslagveer · Zandplaat · Zwartenhoek

Streekje: Tweekwart

Historische plaatsen: Axelsche Sassing · Noordhoek · De Stuiver · Triniteit · Vingerling

Zeeland: Steden en dorpen in Zeeland      Nederland: Provincies · Gemeenten